# Музей счастья
Музей счастья — музей, созданный в 2009 году музыкантами Юрием Дреминым и Ириной Некрасовой.

## История музея
Изначальная идея данного музея состояла в том, чтобы создать коллекцию вещей, которые на обыденном уровне ассоциируются у людей со счастьем. Наполнение экспозиции музея начиналось с чемодана, в который музыканты складывали будущие экспонаты. Разнообразные предметы или приобретались артистами, или были получены ими в подарок от зрителей, посетивших их концерты в разных уголках страны. До 2013 года музей существовал в передвижной форме и назывался «Музеем счастья в чемодане». Время шло, и экспонатов, собранных уже не только в пределах России, но и полученных в других странах, становилось всё больше и больше… В конце концов, музей, посвящённый счастью, был размещён на постоянном месте в Новосибирске – в здании, представляющем собой памятник архитектуры начала XX века.

## Экспонаты
В экспозиции музея собраны самые различные экспонаты. Здесь можно встретить символы счастья, характерные для определённых стран и народов, цитаты выдающихся людей, поговорки, приметы, которые имеют отношение к счастью. Посетители музея также могут ознакомиться здесь с образцами различных видов творчества, где в той или иной степени отобразилась тема счастья – стихами, песнями, сказаниями, мифами, притчами и т.д.
Представленные в этом месте экспонаты разнообразного характера позволяют понять, в чём заключается счастье для самых разных людей, с чем оно ассоциируется для них. Благодаря знакомству с находящимися здесь оберегами, амулетами, талисманами, обережными и обрядовыми народными куклами, вариантами слова «счастье» в разных языках и иными образцами находящейся здесь экспозиции можно сопоставить друг с другом различные версии понимания счастья. Спектр этих версий широк и разнообразен – тут находятся экспонаты из России, Германии, Франции, Италии, Сербии, Китая, Швейцарии, Таиланда, Казахстана, Индии и других мест.

## Мероприятия
Помимо непосредственно осмотра находящейся в музее экспозиции, его посетители имеют возможность принять участие в различных интерактивных мероприятиях. Например, здесь они могут поучаствовать в мастер-классах; загадать желания, находясь под «волшебным зонтиком»; дарить и получать так называемые «счастливые» подарки. В музейной лавке этого учреждения можно приобрести на память какую-нибудь вещицу, в той или ной степени связанную со счастьем: талисман, амулет, открытку и т.п.

## Галерея

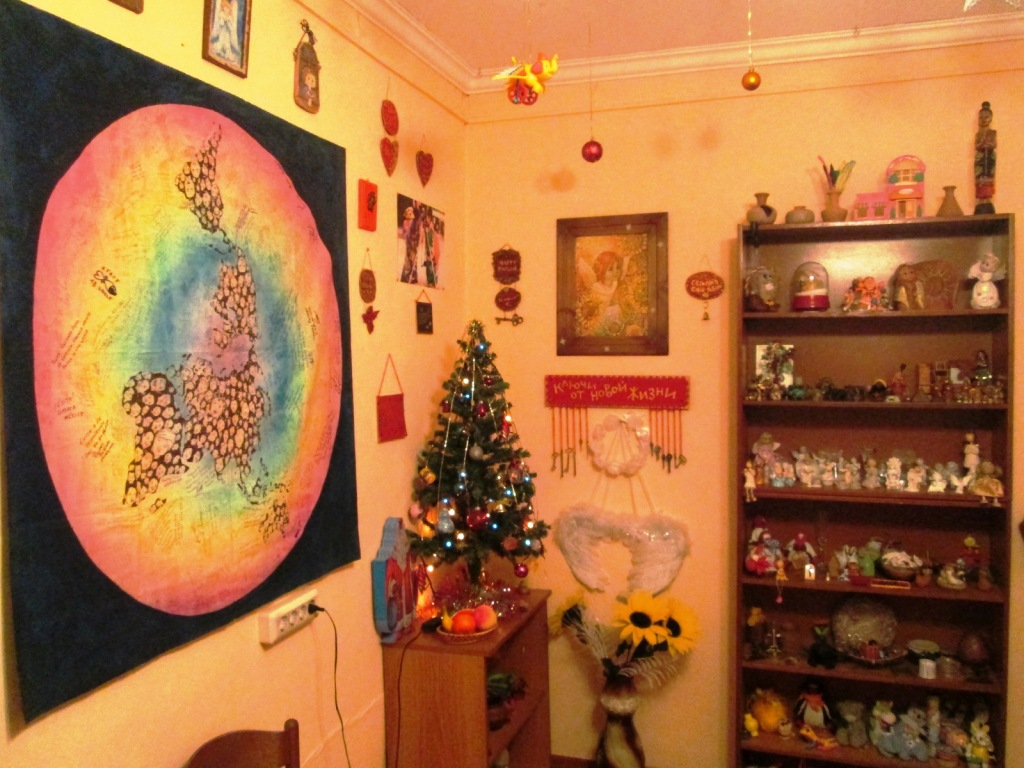